# Luxury Resorts
WHM LXR o Luxury Resorts, LLC, que cotiza en la Bolsa de Londres con la sigla LXR, es una compañía estadounidense de hoteles y residencias de lujo. Trabaja indistintamente con las marcas WHM y LXR Luxury Resorts, y opera con cerca de 30 propiedades hoteleras de lujo. Sus resorts están ubicados en los Estados Unidos (en estados como Florida, California y Arizona), el Caribe (en Puerto Rico y Jamaica) y Europa (con dos hoteles en Berlín). Sus propiedades albergan restaurantes y actividades de ocio como golf, natación y esquí. Varias localizaciones funcionan bajo marcas de lujo tales como Waldorf Astoria, Hilton o Hyatt. La cartera de LXR incluye el Miami Beach Resort de Florida y el London NYC en Nueva York. WHM es una filial de la firma de inversión The Blackstone Group.

## Propiedades

### Alemania
- Grand Hotel Esplande Berlin – Berlín, Alemania
- The Westin Berlin – Berlín, Alemania

### Jamaica
- Rose Hall Resort & Spa – Montego Bay, Jamaica

### Estados Unidos
- Waldorf Astoria The Boulders Resort – Carefree, Arizona
- Hilton Irvine Orange County – Irvine (California)
- Hyatt Regency Pier Sixty-Six – Fort Lauderdale, Florida
- Hilton Fort Lauderdale Grande Hotel & Yacht Club – Fort Lauderdale, Florida
- Buena Vista Palace Resort & Spa in The Walt Disney World – Lake Buena Vista, Florida
- Hilton Key Largo Grande Resort & Beach Club – Key Largo, Florida
- Hilton Clearwater Beach Resort – Clearwater Beach, Florida
- Hilton Hasbrouck Heights/ Meadowlands – Hasbrouck Heights, New Jersey
- The London New York City – New York City
- The Saratoga Hilton – Saratoga Springs, New York
- Hilton Condado Plaza Hotel & Casino – San Juan, Puerto Rico
- Hilton El San Juan Hotel & Casino – San Juan, Puerto Rico